# 34e corps (Inde britannique)

Le XXXIVe corps indien est une unité militaire du Raj britannique formée en mars 1945 pour faire partie de la quatorzième armée en vue de l'opération Zipper, l'invasion de la Malaisie britannique. Les formations importantes de la quatorzième armée sous son commandement comprenaient la 5e division, la 23e division, la 25e division et la 26e division d'infanterie indienne.
Le Japon s'étant rendu avant que l'opération ne puisse être exécutée, le corps, sous le commandement du lieutenant-général Ouvry Lindfield Roberts, ne connut aucun service en temps de guerre. Il servit seulement comme unité d'occupation militaire après la fin du conflit.
Le XXXIVe corps était toujours actif en septembre 1945 en Malaisie, avec le QG de la 2e division d'infanterie britannique, de la 25e division indienne, de la 50e brigade de chars indienne et de la 150e brigade d'infanterie indienne, qui étaient en route vers Hong Kong.